# Ама, Жан-Пьер
Жан-Пьер Берна́р Андре́ Ама́ (фр. Jean-Pierre Amat; род. 13 июня 1962 года в Шамбери, Савойя) — французский спортсмен, специалист по пулевой стрельбе, олимпийский чемпион Атланты в стрельбе из произвольной винтовки на 50 м из трёх положений и бронзовый призёр в стрельбе из пневматической винтовки на 10 м. Известен также как тренер по стрельбе французских биатлонистов, наибольшую известность получила его работа с Рафаэлем Пуаре.

## Биография
Начал заниматься стрельбой с 14 лет, в начале 1980-х годов начал выступать на международной арене.
На Чемпионате мира 1985 выиграл золотую медаль в команде в стрельбе из винтовки с расстояния 10 м. На Олимпийских играх 1988 года занял 13 место в стрельбе на 50 м из трёх положений и 32 место в стрельбе лёжа на таком же расстоянии. В 1989 году на Чемпионате мира повторил достижение четырёхлетней давности, выиграв золото в командном соревновании, а также личную золотую медаль в стрельбе из винтовки на 10 м. На Олимпийских играх 1992 года в Барселоне занял 16 место в стрельбе на 50 м из трёх положений, 26 место в стрельбе лежа с 50 м и четвёртое место в стрельбе с 10 м.
Настоящий успех принесла Жану-Пьеру Ама Олимпиада 1996 года в Атланте. Он стал олимпийским чемпионом в произвольной винтовке на 50 м из трёх положений и бронзовым призёром из пневматической винтовки на 10 м.
После успешного выступления на Олимпийских играх Ама поступило предложение от биатлонной федерации Франции поработать с биатлонистами. И в 1997 году француз впервые посетил тренировочные сборы «зимних» стрелков. При этом он продолжал и тренироваться сам, готовясь к Олимпийским играм в Сиднее. Однако лучшим результатом Ама там стало лишь 18 место в стрельбе с 10 м. Понимая, что больше не в состоянии совмещать пулевую стрельбу и биатлон, Жан-Пьер окончательно принимает решение стать тренером французских биатлонистов. До 2002 года он являлся главным тренером по стрельбе основной команды. После — стремясь уделять больше внимания своей семье, он перешёл к работе с юниорами. Однако, оставался личным тренером по стрельбе Рафаэля Пуаре до конца его биатлонной карьеры, которую тот закончил в 2007 году. Оказал значительное влияние на формирование Зигфрида Мазе, ставшего известным тренером мужских национальных сборных Франции и Норвегии по биатлону и который называет Ама своим учителем.   
Разведён, имеет троих детей.